# Baron Rosmead

Wappen der Barone Rosmead

Baron Rosmead, of Rosmead in the County of Westmeath and of Tafelberg in South Africa, war ein erblicher britischer Adelstitel in der Peerage of the United Kingdom.
Ursprünglicher Familiensitz der Barone war Rosmead House im County Westmeath, Irland.

## Verleihung und Geschichte des Titels
Der Titel wurde am 11. August 1896 für den damaligen Gouverneur der Kapkolonie und Hochkommissar für Südafrika, Sir Hercules Robinson, 1. Baronet, geschaffen. Ihm war bereits am 6. Februar 1891 in der Baronetage of the United Kingdom der fortan nachgeordnete Titel Baronet, of Ennismore Gardens in the Parish of St. Margaret, Westminster, in the County of London, verliehen worden.
Beide Titel erloschen beim Tod seines einzigen Sohnes, des 2. Barons, am 26. Mai 1933, dessen einziger Sohn bereits 1915 kinderlos gefallen war.

## Liste der Barone Rosmead (1896)
- Hercules Robinson, 1. Baron Rosmead (1824–1897)
- Hercules Robinson, 2. Baron Rosmead (1866–1933)